# 제6회 아시안 필름 어워즈
제6회 아시안 필름 어워즈는 2012년 3월 19일에 열린 시상식이다.

## 수상 및 후보

### 최우수작품상
- 씨민과 나데르의 별거 - 아쉬가르 파라디 수상
- 한장의 엽서 - 신도 카네토
- 진링의 13소녀 - 장이머우
- 용문비갑 - 서극
- 시디그 발레 - 웨이 더솅
- You Don’t Get Life a Second Time
- 무협 - 영곽인

### 최우수감독상
- 씨민과 나데르의 별거 - 아쉬가르 파라디 수상
- 사랑스런 남자 - 테디 소에리아트마자
- 길티 오브 로맨스: 욕정의 미스터리 - 소노 시온
- 용문비갑 - 서극
- 시디그 발레 - 웨이 더솅
- 진링의 13소녀 - 장이머우

### 남우주연상
- 사랑스런 남자 - 도니 다마라 수상
- 용문비갑 - 천쿤
- 타오제 - 유덕화
- 최종병기 활 - 박해일
- 내 어머니의 연대기 - 야쿠쇼 코지

### 여우주연상
- 타오제 - 엽덕한 수상
- 더티 픽쳐 - 비드야 발란
- 유 아 더 애플 오브 마이 아이 - 천옌시
- 하수조에 빠진 여배우 - 유진 도밍고
- 씨민과 나데르의 별거 - 레일라 하타미

### 신인상
- 진링의 13소녀 - 니 니 수상
- 유 아 더 애플 오브 마이 아이 - 가진동
- 별이 빛나는 밤 - 린후이민
- 진짜로 일어날지도 몰라 기적 - 마에다 오시로
- 거울은 거짓말 하지 않는다 - 기타 노발리스타

### 남우조연상
- 점프 아쉰 - 로렌스 코 수상
- 시디그 발레 - 유민 보야
- 고지전 - 이제훈
- 아웃레이지 - 마리오 마우러

### 여우조연상
- 니뇨 - 샤메인 부엔카미노 수상
- 용문비갑 - 계륜미
- 헤드샷 - 시린 호앙
- 할복 - 미츠시마 히카리
- 열한송이 꽃

### 최우수 각본상
- 씨민과 나데르의 별거 - 아쉬가르 파라디 수상
- 한장의 엽서 - 신도 카네토
- 진링의 13소녀 - 류항 외 1명
- 절청풍운 2 - 맥조휘 외 1명
- 하수조에 빠진 여배우 - 크리스 마르티네즈

### 최우수 촬영상
- 무협 - 여요휘 수상
- 시디그 발레 - 팅-챙 친
- 플라잉 피쉬 - 비쉬바지트 카루나라트나
- 고지전 - 김우형
- 거울은 거짓말 하지 않는다 - 라흐마트 시아이풀

### 최우수 제작디자인상
- 무협 - 해중문 수상
- You Don’t Get Life a Second Time - 수잔 캐플란 메르완지
- 고지전 - 류성희
- 시디그 발레 - 타네다 요헤이
- 용문비갑 - 해중문

### 최우수 작곡상
- 무협 - 진광영 수상
- 진링의 13소녀 - 진기강
- 시디그 발레 - 릭키 호
- 록스타 - A.R 라흐만 외 2명
- 할복 - 사카모토 류이치

### 최우수 편집상
- 씨민과 나데르의 별거 - 하이데 사피 야리 수상
- 절청풍운 2 - 궝취렁
- 열한송이 꽃 - 넬리 퀘티어
- You Don’t Get Life a Second Time - Anand SUBAYA
- 초한지 - 천하대전 - 등문도

### 최우수 시각효과상
- 용문비갑 - 김욱 외 2명 수상
- 라 원 - 리테쉬 아가왈
- 간츠 - 카미야 마코토
- 별이 빛나는 밤 - LI Ming-hsung 외 3명
- 무협 - 영곽인 외 1명

### 최우수 의상상
- 용문비갑 - 해중문 수상
- 밀로크로제 - 아마노 쿄코 외 2명
- 진링의 13소녀 - 장숙평
- 초한지 - 천하대전 - 황명하 외 1명
- 아웃레이지 - Noppadol TECHO